# Cléopâtre Darleux
Cléopâtre Darleux, född den 1 juli 1989, är en fransk handbollsmålvakt.

## Klubbkarriär
Darleux började spela handboll vid åtta års ålder i Wittenheim/Ensisheim där hon spelade till 2002. 2003 till 2004 var hon aktiv i Kingersheim. Hon spelade sina  sista ungdomsår i ES Besançon och Issy les Moulineaux. 2009 då hon var 20 år gammal anslöt hon till franska toppklubben Metz Handball. Där vann hon sitt första franska ligaguld 2011. Året efter 2012 vann hon också franska ligan men nu med Arvor 29. Då blev hon utsedd till bästa målvakt i franska mästerskapet. Hon spelade sedan två år i Danmark för Viborg HK och 2014 vann hon danska ligan och cupvinnarcupen i handboll med klubben. 2014 återvände hon till franska OGC Nice handball och har sedan från 2016 representerat Brest Bretagne Handball, som hon har vunnit nya franska titlar med och som spelade final four i Champions League 2021.

## Landslagskarriär
Darleux debuterade i franska landslaget 2008 och har spelat 169 matcher med 3 gjorda mål sedan debuten. Hon debuterade i mästerskap för Frankrike redan vid EM 2008 i Montenegro. Första större meriten fick hon vid världsmästerskapet  i Kina 2009 då Frankrike förlorade finalen mot Ryssland. Två år senare blev det ett nytt VM silver 2011 i Brasilien. Hennes främsta VM merit är VM-guldet vid VM 2017 i Tyskland då  Frankrike besegrade Norge i finalen. Darleux har spelat för Frankrike vid OS 2012, och OS 2020 som spelades först 2021 i  Japan, där hon vann sin största merit i karriären, då Frankrike vann guldmedaljerna. Hennes enda EM medalj ett silver vann hon vid EM 2020 i Danmark.

## Individuella utmärkelser
- All-Star Team EM 2022
- Franska mästerskapets bäste målvakt: 2012 och 2018
- Franska mästerskapets MVP: 2018

- Årets handbollsspelare i Frankrike – Bästa spelare,  2018
- Årets handbollsspelare i Frankrike – Bästa målvakt,  2018
- Riddare av Hederslegionen,  8 september 2021[6]

[Redigera Wikidata]